# Alberto Bovone
Alberto Bovone, italijanski rimskokatoliški duhovnik, škof in kardinal, * 11. junij 1922, Frugarolo, † 17. april 1998, Rim.

## Življenjepis
26. maja 1945 je prejel duhovniško posvečenje.
5. aprila 1984 je bil imenovan za naslovnega nadškofa numidijske Cezareje in za tajnika Kongregacije za nauk vere; 12. maja istega leta je prejel škofovsko posvečenje.
13. junija 1995 je postal proprefekt Kongregacije za zadeve svetnikov in 23. februarja 1998 je postal prefekt le-te.
21. februarja 1998 je bil povzdignjen v kardinala in imenovan za kardinal-diakona Ognissanti in Via Appia Nuova.